# Железнодорожный район (Гомель)

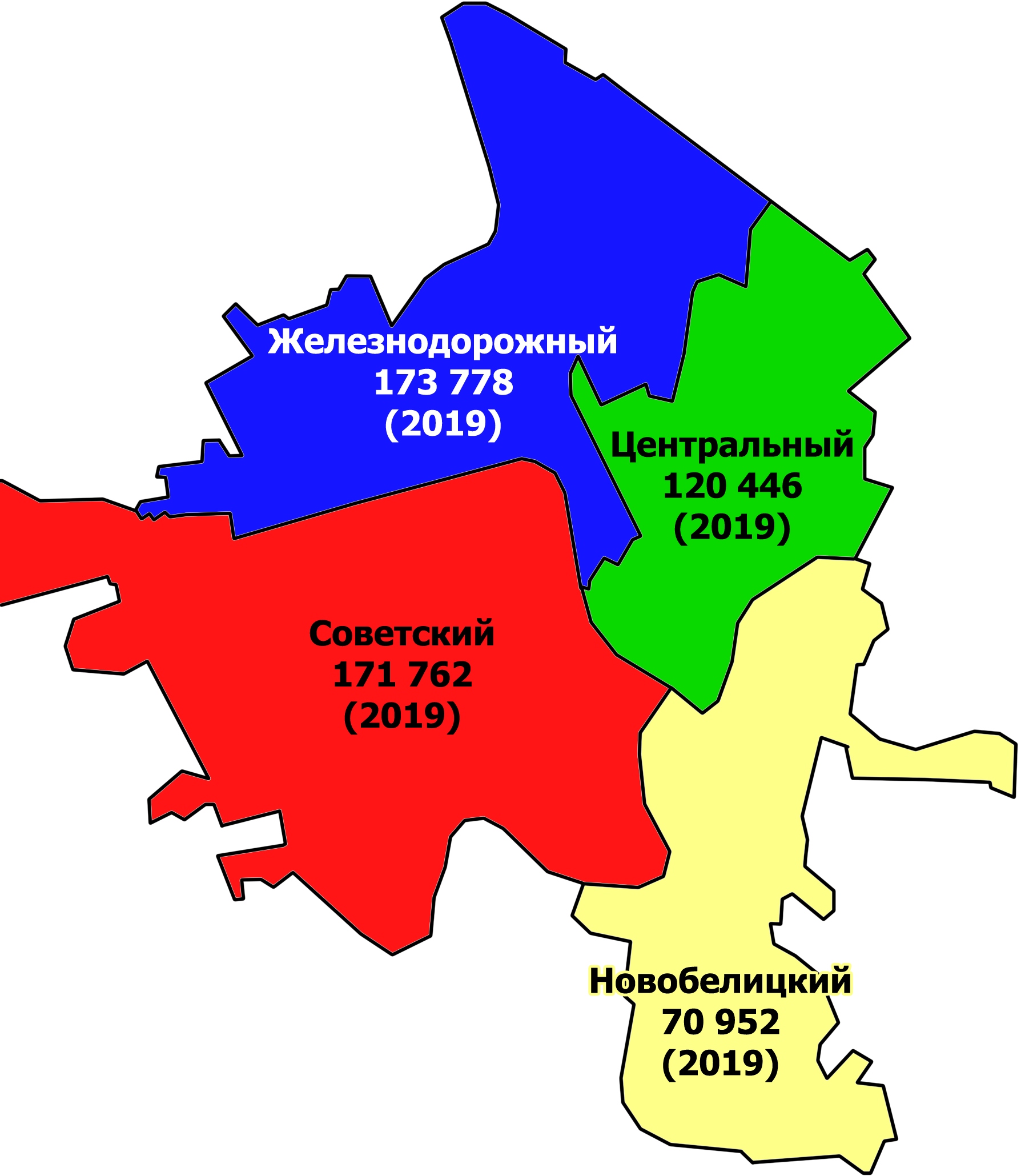
Районы Гомеля. Железнодорожный район выделен синим цветом

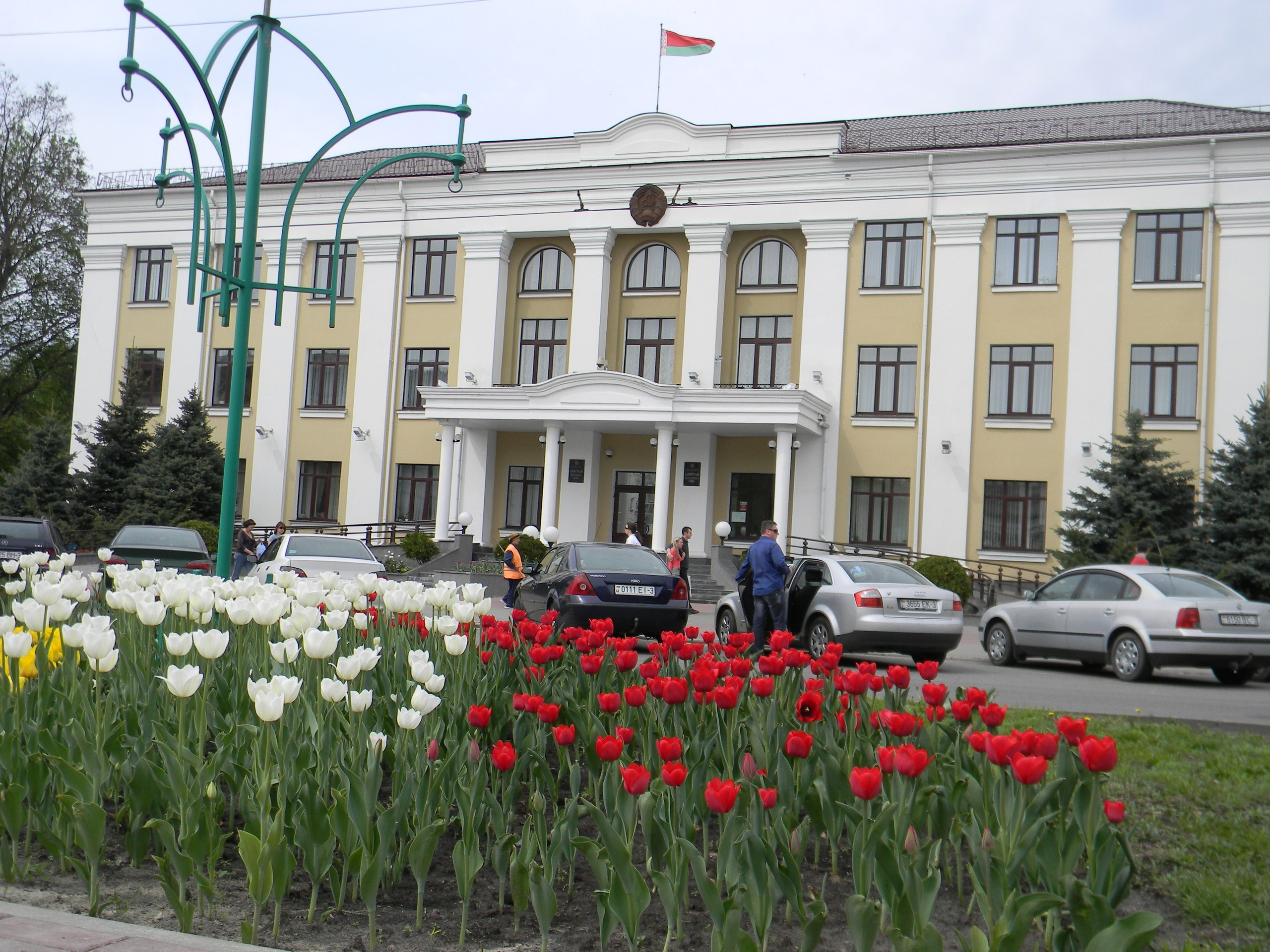
Здание администрации Железнодорожного района г. Гомель

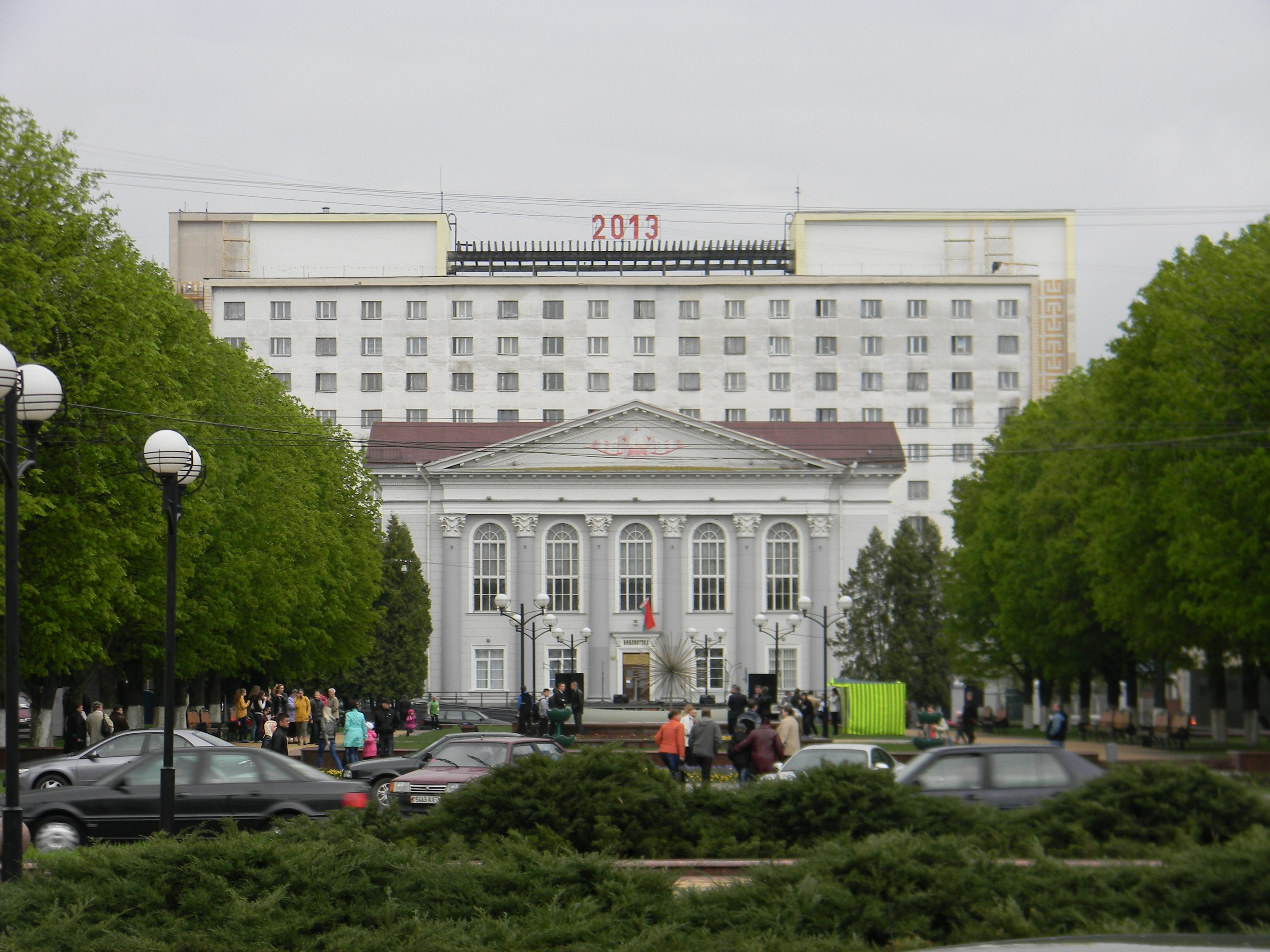
Библиотека имени В. И. Ленина, г. Гомель

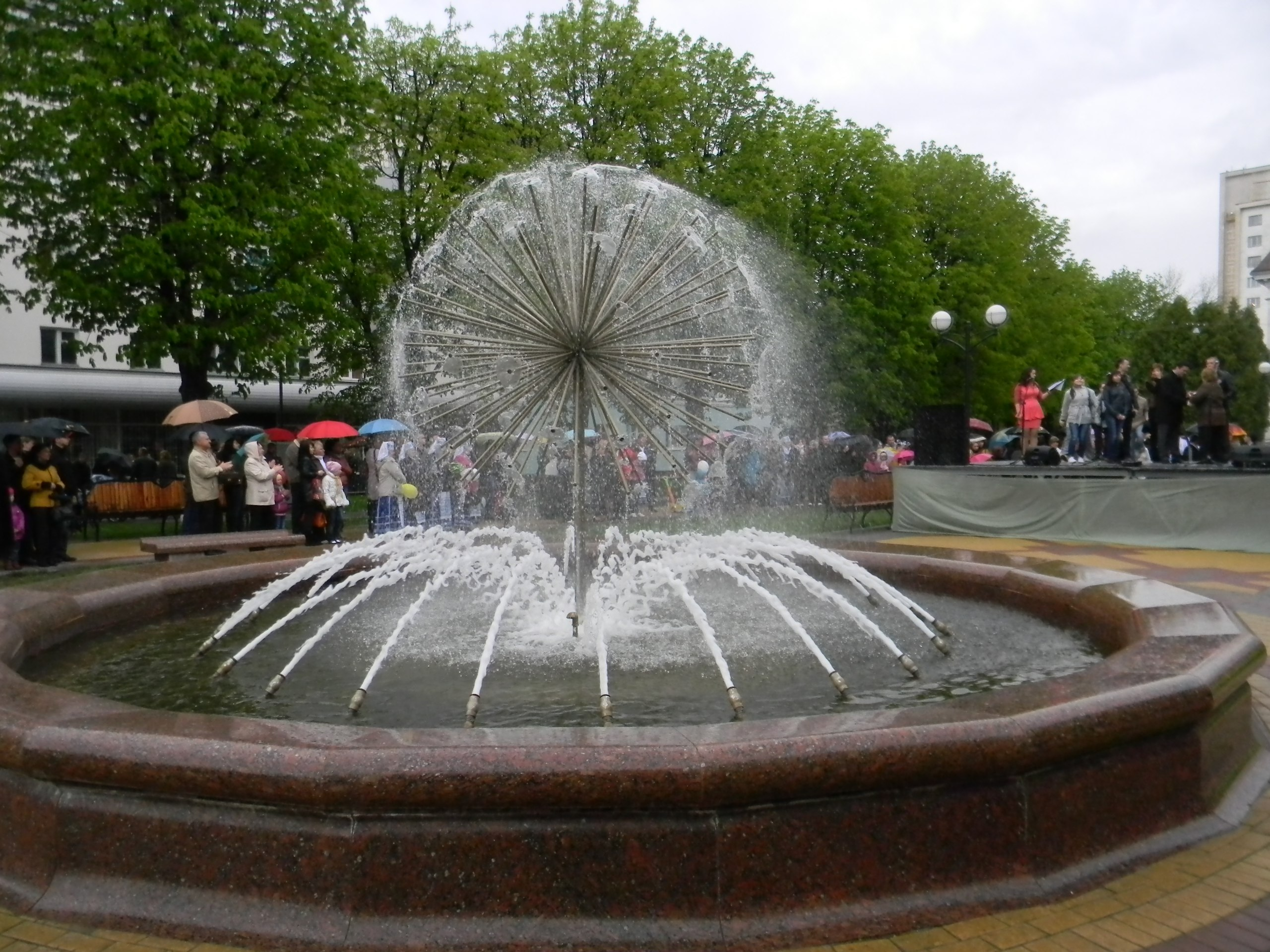
Фонтан «Одуванчик», Железнодорожный район г. Гомель

Железнодорожный район (бел. Чыгуначны раён) — административно-территориальная единица (городской район) в составе города Гомеля Республики Беларусь.
Железнодорожный район г. Гомеля образован в 1940 году. Сегодня в состав района входят центральная часть района и города, микрорайоны «Старый Аэродром», «Волотова», «Гомсельмаш», «Костюковка», а также бывшие деревни Прудок, Новая и Старая Мильча, посёлок Новая Жизнь.
Площадь района составляет 4,1 тыс. га, а население насчитывает около 180 тысяч человек, в том числе 9,5 тыс. проживает в Костюковке.
Управление осуществляется администрацией Железнодорожного района г. Гомеля. 
Адрес администрации: 246022, г. Гомель, пр-т Победы, 19.

## История
Железнодорожный район г. Гомеля образован 19 июля 1940 года. В то время район занимал небольшую территорию в северной и частично центральной частях города. На территории района работал первенец индустриализации завод «Гомсельмаш», крупнейшее в СССР предприятие стекольной промышленности Гомельский стёкольный завод, подшипниковый и винодельческий заводы, предприятие глухих и слабослышащих граждан, которое специализируется на пошиве спецодежды и обуви и предприятие общества слепых изготавливавшее цепи, гвозди, веревки; функционируют Дворцы культуры железнодорожников и Гомельского стеклозавода, Гомельская областная универсальная библиотека имени В. И. Ленина, работали школы № 12, 13, 25. Вблизи промышленных предприятий возникают рабочие посёлки Залинейный и Сельмашевский.
Промышленные предприятия района во время Великой Отечественной войны эвакуированы на Урал и в Башкирию, в отдельные города Советского Союза. На 1943 год уцелело лишь 20 % жилого фонда. На центральных улицах района — Советской, Почтовой (ныне ул. Победы), Кирова осталось всего несколько полуразрушенных зданий. Архивные документы свидетельствуют, что в конце 1943 года в коллективе завода «Гомсельмаш» было 76 рабочих и служащих, стеклозавода — 50. Первым в районе восстановлен железнодорожный узел. Он имел стратегическое значение так как обеспечивал доставку на фронт боевой техники и живой силы.
В восстановление города активно включились так называемые «черкасовские бригады». Так, с помощью бригады З.Р. Азаровой, восстановлено общежитие для рабочих станции Гомель, построены 2 десятка будок для стрелочников. Меньше, чем за 2 месяца «черкасовская бригада» Л. М. Попковой сделала улицу Ветковскую самой чистой и упорядоченной в районе и городе. Показом кинофильма «Два бойца» 4 февраля 1944 года в помещении Дворцы культуры железнодорожников открылся 1-й в районе и городе кинотеатр. С середины июля 1944 г. перед читателями открыла двери областная библиотека. Её книжный фонд составил более 30 тыс. томов художественной и политической литературы.
Возвращаются из эвакуации предприятия. 1943—1945 гг. На отстроенном стекольном заводе включены дополнительные мощности, ему присвоено имя Сталина. Начал выпуск новой продукции завод «Гомсельмаш», восстановлен и реконструирован подшипниковый завод.
1946 г. основан завод «Штамп» по выпуску хозяйственной посуды и электроприборов — ныне ОАО «Электроаппаратура».
1949 г.: основан комбинат строительных материалов — ныне ОАО «Гомельстройматериалы».
1950-60-е годы стали для Железнодорожного района периодом быстрого развития промышленности: с 1952 г. в число действующих вошёл пивоваренный завод, основная продукция — пиво, газированная вода, хлебный квас, геркулес. В 1958 г. основан завод «Гомелькабель», основная продукция неизолированные и эмалированные провода. На заводе «Гомсельмаш» проведена коренная реконструкция многих цехов и участков, ударно работает многотысячный коллектив. Здесь разворачивается трудовое соревнование «Семилетку — за пять лет!». 1961 г. — основаны завод «Гидропривод» и завод станочных узлов, 1964 г — основано производственное объединение «Коралл».
Строятся школы. Для подготовки специалистов на промышленные предприятия, в строительные организации, сферу обслуживания города в районе открываются техникум машиностроения, школа фабрично-заводского обучения (ныне ГГПТУ № 67 строителей), училища кулинарии, электротехники, бытового обслуживания населения. В 1953 г. основан Белорусский институт инженеров железнодорожного транспорта (ныне БелГУТ).
В 1948 году к району присоединены бывшие деревни Титенки с улицами Озерная, Чапаева, Титенская (ныне проспект Космонавтов), деревни Верхний и Нижний Брилев, в 1967 г. — присоединена бывшая деревня Прудок, в 1974 г. — Волотова, в 1983 г. — Старая и Новая Мильча.
В настоящее время Железнодорожный район является одним из красивейших районов города. С каждым днём он стремительно растёт и развивается.

## Расположение
Расположен в северо-западной части Гомеля. Железнодорожный район г. Гомеля образован в 1940 году. Сегодня в состав района входят центральная часть города, микрорайоны «Старый Аэродром», «Волотова», «Гомсельмаш», «Костюковка», а также бывшие деревни Прудок, Новая и Старая Мильча, посёлок Новая Жизнь. Площадь района составляет 4,1 тыс. га, население насчитывает 179,3 тыс. человек, в том числе 9,5 тыс. проживает в Костюковке.

## Улицы
Основные улицы: Советская, Кирова, проспект Победы, проспект Космонавтов, Ефремова, Малайчука, Огоренко, Свиридова, Михаила Ломоносова.

## Инфраструктура
По ряду ключевых позиций Железнодорожный район занимает ведущее место в городе Гомеле.
На территории района расположены основные градообразующие предприятия промышленного комплекса и крупные транспортные узлы -железнодорожный и автомобильный. Работают 18 строительных организаций. Разветвленная сеть торговли, пунктов питания и летних кафе представлена в районе более чем 200 предприятиями.
Наряду с развитой экономической сферой имеется высокий научный потенциал. Это Белорусский государственный университет транспорта, два научно-исследовательских института, специальное конструкторско-технологическое бюро «Металлополимер», 9 колледжей и профессионально технических училищ, 2 лицея, 74 учреждения среднего и дошкольного образования.
В районе функционирует свободная экономическая зона «Гомель-Ратон», которая является оптимальной площадкой для создания предприятий любого производственного профиля и Гомельский научно-технологический парк, который создает благоприятные условия для развития инновационного предпринимательства.

## Экономика
На предприятия Железнодорожного района приходится более половины продукции, производимой промышленным комплексом города.
Сегодня промышленность района представлена 46 предприятиями различных отраслей. На долю государственных предприятий приходится 86,2% объёма продукции, в том числе коммунальной формы собственности — 1,4%, предприятия негосударственной формы собственности — 12,4%.
Наибольший удельный вес в промышленности занимают предприятия машиностроения — 83,5% от общей численности, производство стройматериалов — 11%, пищевой и перерабатывающей промышленности — 1,2%, лёгкой промышленности — 0,8%.
Производственной объединение «Гомсельмаш» — один из крупнейших производителей сложной сельскохозяйственной техники в странах СНГ, входит в четверку крупнейших машиностроительных предприятий Беларуси. Здесь работает более 18 тысяч человек. Удельный вес производства в объёмах промышленности района составляет более 60%. За последние годы в максимально короткие сроки в объединении была создана целая гамма новой сельскохозяйственной уборочной техники: кормоуборочные, зерноуборочные, льноуборочные, картофелеуборочные комбайны, отвечающие самым современным требованиям.

## Транспортная система
В районе располагаются железнодорожный вокзал, автовокзал, аэропорт.
На территории района расположены крупные транспортные узлы железнодорожный и автомобильный. Железнодорожный узел представлен станцией Гомель с пассажиропотоком — 16 тыс. чел. в сутки; автомобильный — автовокзалом с пассажиропотоком 6 тыс. чел. в сутки.

## Строительство
В районе работают 18 строительных организаций. Наиболее крупными из них являются ОАО «Гомельоблстрой», «Сантехэлектромонтаж», филиал «Механизированная колонна № 87» ОАО «Западэлектросетьстрой», ОДО «Агростройпром».

## Социальная сфера
Железнодорожный район является крупнейшим научно-культурным центром. На его территории успешно работают научно-исследовательские институты радиологии и радиобиологии.
Гордость района — Белорусский государственный университет транспорта осуществляет подготовку студентов, будущих инженеров-руководителей по 23 специальностям и 36 специализациям. Многие выпускники университета своими делами приумножают славу нашей Республики.
В районе функционирует 6 колледжей, 5 профессионально-технических училищ, которые готовят специалистов с учётом потребностей нашего региона в областях машино- и приборостроения, строительства, работников торговли и сферы услуг.
На территории Железнодорожного района г. Гомеля расположены 22 общеобразовательные школы, в которых обучается более 14 тысяч учащихся, гимназия № 14 г. Гомеля, санаторная школа-интернат для детей, больных сколиозом, две детско-юношеские школы олимпийского резерва, детско-юношеская спортивная школа, дом детского творчества, учебно-производственный комбинат и 42 дошкольных учреждения, где воспитывается более 7 тысяч детей.